# Handlungslehre (Strafrecht)
Die Handlungslehren – als Bestandteil der allgemeinen Strafrechtslehre – setzen sich mit der Problematik auseinander, dass die Verübung einer Straftat als Normwiderspruch gesehen wird. In einer Gesellschaft anerkannte Rechtsnormen sollen taugliche Orientierung geben und rechtfertigen die Erwartungshaltung des Einzelnen an deren Einhaltung. Die strafrechtlichen Handlungslehren begründen – mit unterschiedlichen Ansätzen – die Rechtswidrigkeit menschlichen Handelns und rechtfertigen die Strafbarkeit bei Normverstößen. Eine besondere Bedeutung kommt der Funktion des Handlungsbegriffs zu.

## Grundsätzliches
Unabhängig von der einzelnen Lehrausrichtung sind für alle Handlungslehren gemeinsame Kriterien relevant. Für die strafrechtliche Beurteilung ist der Zusammenhang von Handlung und Erfolg zu prüfen, Fragen der Kausalität (siehe Äquivalenz- und Adäquanztheorie) und die objektive Zurechnung des „Täterhandelns“ im Lichte des Schutzzwecks der Norm. Insoweit begrenzen das allgemeine Lebensrisiko (nebst Selbstgefährdungen) und erlaubtes Risiko die Tragweite sanktionswürdiger Strafbarkeit. Für Fahrlässigkeitsdelikte ist noch der Pflichtwidrigkeitszusammenhang von Bedeutung, weil pflichtgemäßes Alternativverhalten zum gleichen Erfolg geführt haben könnte.
Die soziale Handlungslehre hat sich mittlerweile in der Strafrechtswissenschaft weitgehend durchgesetzt, weil sie die bisherigen Lehren (insbesondere die kausale und finale Handlungslehre) umfasst und alle erdenklichen Fälle (vor allem auch das Handeln durch Unterlassen) mit einschließt. Auch wenn keine Handlungslehre den Begriff der Handlung heute abschließend und allgemein gültig erklären kann, hat sich die Rechtsprechung auf eine Handlungslehre einigen können. Mit der Prüfungsverlagerung der Vorsatzmerkmale in den Tatbestand durch die finale Handlungslehre wird die kausale Handlungslehre kaum noch vertreten.
Voraussetzung ist die Handlung einer natürlichen Person, sodass Ereignisse, die durch Tiere, Naturgewalten o. Ä. hervorgerufen werden, den Handlungsbegriff grundsätzlich nicht erfüllen. Verhalten, das im Zustand der Bewusstlosigkeit oder das durch Reflexe hervorgerufen wird, ist ebenfalls nicht unter den Begriff der Handlung zu subsumieren. Allerdings sind davon Affekte und Automatismen abzugrenzen. Ein weiterer Fall der „Nichthandlung“ ist eine mittels unwiderstehlicher Gewalt erzwungene Handlung.
Die Strafbarkeit juristischer Personen wird im Unternehmensstrafrecht diskutiert.

## Die Handlungslehren im Einzelnen

### Finale Handlungslehre
Nach der finalen Handlungslehre ist eine Handlung als willensgetragenes, bewusst vom Ziel her gelenktes (zweckgerichtetes) menschliches Verhalten definiert. Die moderne Strafrechtswissenschaft hat im Anschluss an die finale Handlungslehre (begründet vor allem durch Hans Welzel) einen sowohl objektiven wie auch subjektiv geprägten Handlungsbegriff entwickelt. Damit wurden die vorsatztragenden Elemente Teile des Tatbestands (sog. subjektiver Tatbestand) und wurden nicht mehr wie nach der kausalen Handlungslehre als Schuldelemente betrachtet.
Defizite weist die finale Handlungslehre bei der Begründung von Fahrlässigkeitsdelikten und in Bezug auf (unbewusste) Unterlassungsdelikte auf, weil dort bei entsprechenden Begehungsweisen gerade keine auf die Tatbestandsverwirklichungen gerichteten Verhalten vorliegen und damit keine Handlungen im Sinne der finalen Handlungslehre wären.

### Kausale Handlungslehre
Die (von Franz von Liszt begründete) kausale Handlungslehre sieht die Handlung als solche dann gegeben, wenn durch willensgetragenes menschliches Verhalten die Außenwelt verändert wird. Handlung ist danach jedes willkürliche menschliche Verhalten. In ihrer ursprünglichen Form rechnete diese Lehre alles Objektive zum Unrecht, alles Subjektive hingegen zur Schuld. Anders als bei der finalen Handlungslehre sind damit die vorsatztragenden Elemente im Rahmen der Schuld zu prüfen. Das führt dann dazu, dass das Unrecht nicht mehr durch Motive des Handelnden begrenzt wird. Der Umfang unrechtsbegründender Handlungen wird dadurch stark ausgeweitet, und erst bei der Frage der individuellen Schuld kann dann die Strafbarkeit beschränkt werden.

### Negative Handlungslehre
Die negative Handlungslehre definiert den Handlungsbegriff als pflichtwidrige Verletzung der Vermeidungspflicht rechtlich missbilligenswerter Folgen (Vermeidbares Nichtvermeiden in Garantenstellung [Herzberg]). Demgegenüber wird eingewandt, dass eine Differenzierung von Unterlassungs- und Tätigkeitsdelikten nicht vorgenommen wird.  Die Zurechnung des Erfolges konsumiert im Übrigen die Vermeidbarkeit der Folgen.

### Personale Handlungslehre
Die personale Handlungslehre (Claus Roxin) sieht jede Äußerung menschlicher Persönlichkeit als Handlung an. Handlung im strafrechtlichen Sinne ist alles, was dem Menschen als „seelisch-geistiges Aktionszentrum“ zugeordnet werden kann. Die personale Handlungslehre wird als zu undifferenziert und als konturenlos kritisiert.

### Soziale Handlungslehre
Nach der sozialen Handlungslehre definiert sich eine Handlung als willensgetragenes und sozialerhebliches menschliches Verhalten. Die soziale Handlungslehre hat sich aus der finalen Handlungslehre entwickelt.
Die soziale Handlungslehre wird dahingehend kritisiert, dass ihr stets eine wertende Betrachtung geschuldet wird. Ohne eine Rekursion auf den konkreten Tatbestand ist die Bewertung des Verhaltens nicht möglich.

### Funktionale Handlungslehre
Nach der vereinzelt vertretenen funktionalen Handlungslehre bedeutet Handeln jedes vermeidbare Verhalten.